# Stadtbahn

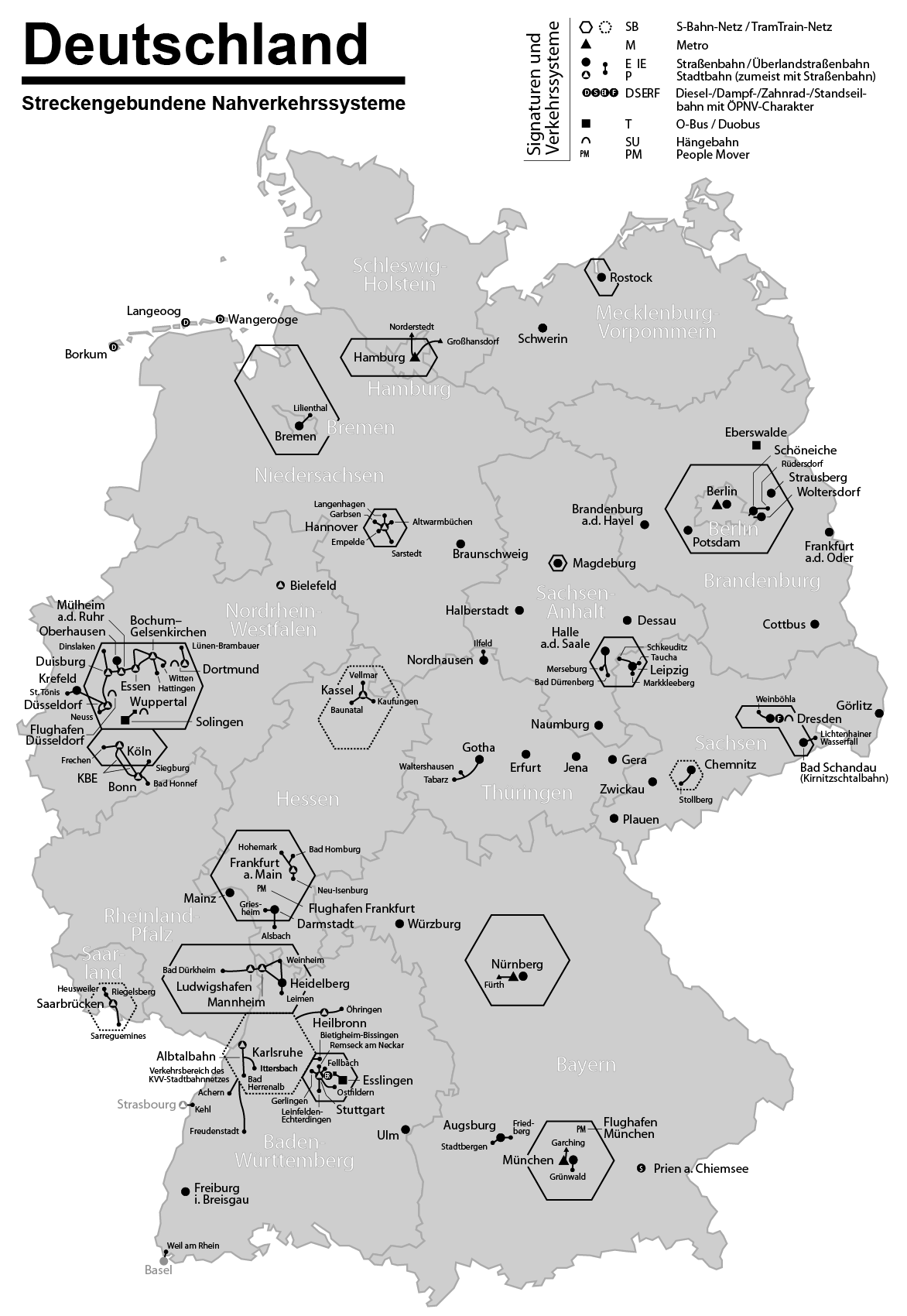
S-Bahn-, Stadtbahn-, villamos- és metróhálózatok Németországban

A Stadtbahn logója

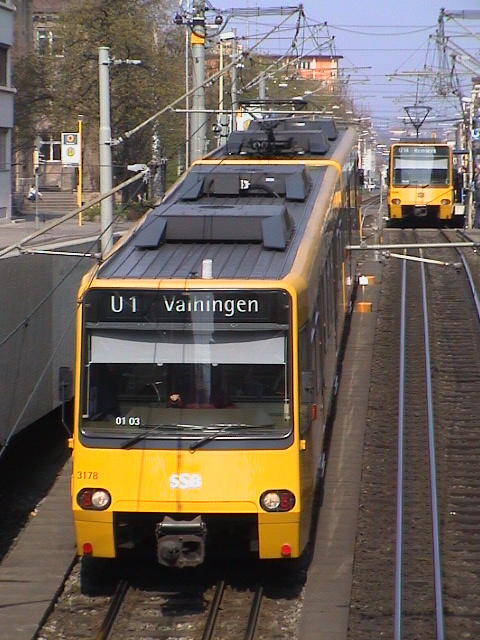
A Stadtbahn Stuttgart

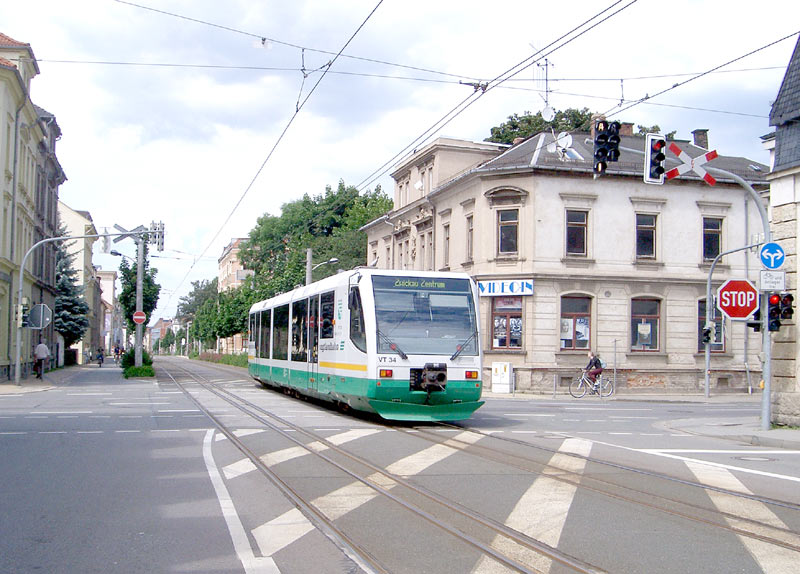
Zwickau TrainTram rendszere

A hagyományos villamos továbbfejlesztett, zárt pályás változata a Stadtbahn.

## Kialakulása
Németország egyes városaiban az utazásszámok a városi gyorsvasutak építését nem tették kifizetődővé, viszont egyrészről gyorsítani akarták a közlekedést, másrészről a vágányok helyét legalább a belvárosokban át akarták adni a dinamikusan fejlődő, ám ekkor még kiszolgálhatónak tűnő autóforgalmi igények számára, ezért a villamosvonalak modernizációjába kezdtek. A villamosvonalakat a belvárosban a felszín alá vitték, alagutakba, a külterületeken pedig elválasztották az útpályától. Bár sok helyen továbbra is a közúttal együtt haladtak a villamosok, ezek jobbára alacsony forgalmú utak voltak.
A vonalfejlesztésekkel egy időben megújították a járműparkot is. A már akkor is hatvan-hetvenéves technikájú villamosok helyét modern többcsuklós szerelvények vették át, amelyekben a hajtott tengelyek aránya lényegesen kedvezőbb volt, mint a hagyományos, motor- és pótkocsikra alapuló közlekedésben.
Az ily módon kialakított közlekedési rendet – a hagyományos villamostól való elválasztás okán – a német nyelvű szakterminológia a Stadtbahn elnevezéssel illette. A tapasztalatok kedvezőek voltak, az ilyen rendszert bevezető városok (például Hannover, Stuttgart stb.) lakói egyre nagyobb számban használtak a tömegközlekedési eszközöket.